# 메림 주마나자로바
메림 라흐마딜로브나 주마나자로바(키르기스어·러시아어: Мээрим Рахмадиловна Жума́назарова, 1999년 11월 9일~)는 키르기스스탄의 레슬링 선수이다. 2020년 하계 올림픽 자유형 라이트헤비급 부문에서 동메달을 획득하면서 키르기스스탄 여자 선수로는 최초로 올림픽 메달을 획득했다.